# Claveria (Masbate)
Claveria is een gemeente in de Filipijnse provincie Masbate op het eiland Burias. Bij de census van 2020 telde de gemeente ruim 42 duizend inwoners.

## Geografie

### Bestuurlijke indeling
Claveria is onderverdeeld in de volgende 22 barangays:
| - Albasan - Boca Engaño - Buyo - Calpi - Canomay - Cawayan - Imelda - Mababang Baybay - Mabiton - Manapao - Nabasagan | - Nonoc - Osmeña - Pasig - Peñafrancia - Poblacion District I - Poblacion District II - Quezon - San Isidro - San Ramon - San Vicente - Taguilid |

### Bevolkingsgroei
Claveria had bij de census van 2020 een inwoneraantal van 42.142 mensen. Dit waren 1.551 mensen (-3,55%) minder dan bij de vorige census van 2015. Ten opzichte van de census van 2000 was het aantal inwoners gegroeid met 3.744 mensen (9,75%). De gemiddelde jaarlijkse groei in die periode kwam daarmee uit op 0,47%, hetgeen lager was dan het landelijk jaarlijks gemiddelde over deze periode (1,79%).

De bevolkingsdichtheid van Claveria was ten tijde van de laatste census, met 42.142 inwoners op 182,98 km², 230,3 mensen per km².